# El monte Washington desde el lago Sebago (Jasper F. Cropsey)
El monte Washington desde el lago Sebago, cuyo título en inglés es Mt. Washington from Lake Sebago, Maine, es una obra de Jasper Francis Cropsey, un importante pintor paisajista estadounidense, miembro de la llamada Escuela del río Hudson. Está datada en el año 1871.                                                                                                                                                                                                                     

## Introducción
Durante la década de 1870, Cropsey modificó su estilo para que coincidiera con sus contemporáneos Sanford Robinson Gifford y John Frederick Kensett. Como ellos, redujo los aspectos narrativos de sus composiciones y destacó la serenidad de la Naturaleza, más que su violencia e imprevisibilidad, creando así una estética de tranquilidad, lo cual atrajo a un público deseoso de paz intelectual y emocional, y de imágenes homogéneas y libres de conflictos.
Este último gran cambio estilístico de Cropsey, coincide con cambios significativos en su vida personal. En 1869, se trasladó con su familia a una casa que diseñó para ellos en Warwick (Nueva York). Reanudó su práctica de arquitecto y experimentó con diversos estilos de pintura del paisaje, algunos tan detallados y vigorosos como los de su primera obra, otros con mayores extensiones abiertas de cielo y agua, como en el caso de esta obra.

## Tema de la obra
El Monte Washington (1917 m) el pico más alto del Noreste de Estados Unidos, y el más prominente al este del río Misisipi, está en la Cordillera Presidencial de las Montañas Blancas, en Sargent's Purchase, Condado de Coos, Nuevo Hampshire.
El lago Sebago, en el condado de Cumberland, con una profundidad máxima de 96 metros y una profundidad media de 31 metros, es el lago más profundo, y el segundo de mayor tamaño del Estado de Maine. Cubre unos 117 km² de superficie, con una longitud media de 23 km y una longitud de costa de unos 169 km.

## Análisis de la obra
- Pintura al óleo sobre lienzo; 40,6 x 76,2 cm.; Currier Museum of Art; Mánchester (Nuevo Hampshire)
- Firmado y fechado en la parte inferior izquierda: "J.F.Cropsey |1871"

Aquesta obra es importante, porqué muestra el paso de J.F. Cropsey hacia su último cambio estilístico, aunque no sea una pintura plenamente luminista. En efecto, el celaje, el horizonte y al agua del lago tienen más relevancia que en las anteriores etapas de este artista, y asimismo la luz tiende a envolverlo todo, de forma semejante a las obras consideradas "luministas".